# Ebenezer Pettigrew
Ebenezer Pettigrew (* 10. März 1783 bei Plymouth, Tyrrell County, North Carolina; † 8. Juli 1848 im Tyrrell County, North Carolina) war ein US-amerikanischer Politiker. Zwischen 1835 und 1837 vertrat er den Bundesstaat North Carolina im US-Repräsentantenhaus.

## Werdegang
Ebenezer Pettigrew wurde zu Hause unterrichtet und studierte danach an der University of North Carolina in Chapel Hill. Danach wurde er Pflanzer. Gleichzeitig begann er eine politische Laufbahn. In den Jahren 1809 und 1810 saß er im Senat von North Carolina. Später schloss er sich der Opposition gegen Präsident Andrew Jackson an und wurde Mitglied der Mitte der 1830er Jahre gegründeten Whig Party.
Bei den Kongresswahlen des Jahres 1834 wurde Pettigrew im dritten Wahlbezirk von North Carolina in das US-Repräsentantenhaus in Washington, D.C. gewählt, wo er am 4. März 1835 die Nachfolge von Thomas H. Hall antrat. Bis zum 3. März 1837 konnte er eine Legislaturperiode im Kongress absolvieren. Diese war von den Diskussionen um die Politik von Präsident Jackson geprägt. Nach seinem Ausscheiden aus dem US-Repräsentantenhaus betätigte sich Pettigrew wieder in der Landwirtschaft. Er starb am 8. Juli 1848 auf der Magnolia-Plantage im Tyrrell County und wurde auf dem dortigen Familienfriedhof beigesetzt.